# 哈定 (堪薩斯州)
哈定（英語：Harding）為位在美國堪薩斯州波旁縣的非建制地區。

## 歷史
位在哈定的郵政局於1888年5月29日開業，之後持續營業直到1933年7月31日歇業。此社區以鐵路官員拉塞爾·哈定（Russell Harding）命名。